# أمريتا شير جيل
أمريتا شير جيل مواليد 30 يناير 1913م في بودابست، مملكة المجر - الوفاة 5 ديسمبر 1941م في لاهور، الراج البريطاني. فنانة تشكيلية هندية.

## روابط خارجية
- أمريتا شير جيل على موقع الموسوعة البريطانية (الإنجليزية)